# Ryan Fraser
Ryan Fraser (* 24. Februar 1994 in Aberdeen) ist ein schottischer Fußballspieler, der seit 2020 bei Newcastle United in England spielt.

## Karriere

### Verein
Ryan Fraser spielte seit seiner Jugendzeit beim FC Aberdeen aus seiner Heimatstadt im Nordosten von Schottland. Für die Dons debütierte er im Oktober 2010 im Alter von 16 Jahren gegen Heart of Midlothian. Sieben Tage später spielte er weiteres Mal in der Liga unter Teammanager Mark McGhee gegen Hibernian Edinburgh. In der Spielzeit 2011/12 kam er unter dem neuen Trainer Craig Brown der den erfolglosen McGhee ersetzt hatte dreimal zum Einsatz. Bis zum Beginn der folgenden Saison 2012/13 konnte er sich somit noch keinen Stammplatz im Mittelfeld der Dons erkämpfen, mit zwei gewonnenen Auszeichnungen zum Jungprofis des Monats allerdings auf sich aufmerksam machen. Bis zum Ende der Hinrunde 2012/13 spielte Fraser 16-mal in der Liga. Da Fraser den am Saisonende hin auslaufenden Vertrag in Aberdeen im Dezember 2012 nicht verlängerten wollte, wurde er an den englischen Drittligisten AFC Bournemouth verkauft. In Bournemouth traf er auf die Klublegende und gleichzeitigen Teammanager Eddie Howe mit dem die Mannschaft um Fraser am Saisonende 2012/13 in die Championship aufstieg. Mit dem AFC Bournemouth konnte Fraser auch in die Premier League aufsteigen. Nach insgesamt 180 Ligaspielen und 20 Treffern sowie einem Abstieg in die EFL Championship mit den Cherries verließ der Schotte Bournemouth. Im September 2020 wechselte er zum Konkurrenten Newcastle United und unterschrieb dort einen Vertrag bis 2025.
Für die Saison 2023/24 wechselte er per Leihe zum FC Southampton.

### Nationalmannschaft
Ryan Fraser spielte von 2012 bis 2013 in der schottischen U-19-Nationalmannschaft. Für die Junioren-Auswahl debütierte er gegen Deutschland im Oktober 2012, als er für Matthew Kennedy eingewechselt wurde. Bis zum Jahresende 2013 kam er insgesamt sechsmal zum Einsatz und konnte dabei einen Treffer gegen Georgien erzielen. Im selben Jahr kam Fraser zweimal in Schottlands U-21 Nationalmannschaft zum Einsatz. Im Juni 2017 gab Fraser sein Debüt in der A-Nationalmannschaft von Schottland gegen England, als er für Robert Snodgrass eingewechselt wurde. Zur Fußball-Europameisterschaft 2021 wurde er in den schottischen Kader berufen, kam aber mit diesem nicht über die Gruppenphase hinaus.

## Erfolge
mit dem AFC Bournemouth:
- Aufstieg in die Football League Championship: 2012/13